# Gavignano (Italie)
Pour les articles homonymes, voir Gavignano.
Gavignano est une commune italienne d'environ 1 900 habitants, située dans la ville métropolitaine de Rome Capitale, dans la région Latium, en Italie centrale.

## Administration
| Période                                  | Période | Identité | Étiquette | Qualité |
| ---------------------------------------- | ------- | -------- | --------- | ------- |
|                                          |         |          |           |         |
| Les données manquantes sont à compléter. |         |          |           |         |

### Communes limitrophes
Anagni, Montelanico, Paliano, Segni, Colleferro, Gorga

## Personnalités liées à la ville
- Le pape Innocent III y est né en 1160.
- Claudio Baiocchi,  (20 août 1940 - 14 décembre 2020) mathématicien italien